# Velîka Roztoka, Irșava
Velîka Roztoka (în ucraineană Велика Розтока) este un sat în comuna Dubrivka din raionul Irșava, regiunea Transcarpatia, Ucraina.

## Demografie
Componența lingvistică a localității Velîka Roztoka
     Ucraineană (100%)
Conform recensământului din 2001, toată populația localității Velîka Roztoka era vorbitoare de ucraineană (100%).